# Landtagswahlkreis Coesfeld I – Borken III
Der Landtagswahlkreis Coesfeld I – Borken III ist ein Landtagswahlkreis in Nordrhein-Westfalen. Er umfasst die Gemeinden Billerbeck, Coesfeld und Rosendahl im Kreis Coesfeld sowie die Gemeinden Gescher, Heiden, Raesfeld, Reken, Südlohn und Velen im Kreis Borken.

## Geschichte
Der Wahlkreis wurde zur Landtagswahl 2000 neu errichtet. Er ging in etwa aus dem bisherigen Wahlkreis Borken II hervor, der auch die Stadt Borken umfasste. Raesfeld gehörte bislang zum Wahlkreis Borken I. Dafür kamen die Gemeinden Billerbeck, Havixbeck und Rosendahl hinzu, welche bis dahin einen Wahlkreis mit Gemeinden im Kreis Steinfurt bildeten, sowie die Stadt Coesfeld aus dem Wahlkreis Coesfeld I. Zur Landtagswahl 2022 wurde Havixbeck an den neuen Wahlkreis Münster III – Coesfeld III abgegeben.

## Landtagswahl 2022
Wahlberechtigt waren 104.161 Einwohner, die Wahlbeteiligung betrug 63,9 Prozent.
| Direktkandidat     | Partei   | Erststimmen in % | Zweitstimmen in % |
| ------------------ | -------- | ---------------- | ----------------- |
| Wilhelm Korth      | CDU      | 50,5             | 51,8              |
| Hermann Josef Vogt | SPD      | 19,7             | 19,1              |
| Henning Höne       | FDP      | 6,3              | 5,6               |
| Patrick Mack       | AfD      | 3,2              | 3,2               |
| Mareike Raack      | GRÜNE    | 18,0             | 15,3              |
| Jonathan Butteweg  | LINKE    | 1,3              | 1,0               |
| Marcel Stratmann   | FAMILIE  | 1,0              | 0,5               |
| -                  | Sonstige | -                | 3,5               |

## Landtagswahl 2017
Wahlberechtigt waren 112.828 Einwohner. Die Wahlbeteiligung lag bei 72,2 %.
| Direktkandidat      | Partei   | Erststimmen in % | Zweitstimmen in % |
| ------------------- | -------- | ---------------- | ----------------- |
| Hermann Josef Vogt  | SPD      | 25,9             | 25,5              |
| Wilhelm Korth       | CDU      | 51,9             | 46,7              |
| Mareike Raack       | GRÜNE    | 6,9              | 5,7               |
| Henning Höne        | FDP      | 9,2              | 12,6              |
| –                   | PIRATEN  | –                | 0,7               |
| Rainer Gembalczyk   | LINKE    | 2,5              | 2,5               |
| Marc Henning Kublun | AfD      | 3,3              | 4,2               |
| Helmut Geuking      | FAMILIE  | 0,4              | -                 |
| -                   | Sonstige | -                | 2,8               |

Neben dem Wahlkreissieger Wilhelm Korth, der den sicheren CDU-Wahlkreis von seinem Parteifreund Bernhard Schemmer übernommen hatte, wurde der FDP-Kandidat Henning Höne, der dem Landtag seit 2012 angehört, über Listenplatz zehn der Landesliste seiner Partei gewählt.

## Landtagswahl 2012
Wahlberechtigt waren 111.023 Einwohner. Die Wahlbeteiligung lag bei 65,5 %.
| Direktkandidat    | Partei  | Erststimmen in % | Zweitstimmen in % |
| ----------------- | ------- | ---------------- | ----------------- |
| Bernhard Schemmer | CDU     | 48,3             | 41,3              |
| Marc Jaziorski    | SPD     | 29,5             | 30,2              |
| Norbert Vogelpohl | GRÜNE   | 9,5              | 10,0              |
| Henning Höne      | FDP     | 5,1              | 8,2               |
| Helmut Schulz     | LINKE   | 1,2              | 1,2               |
| Jens Krämer       | PIRATEN | 6,3              | 6,2               |
| –                 | Übrige  | –                | 2,9               |

## Landtagswahl 2010
Wahlberechtigt zur Landtagswahl 2010 waren 110.472 Einwohner des Wahlkreises. Die Wahlbeteiligung lag bei 64,3 %.
| Direktkandidat    | Erststimmen in % | Partei     | Zweitstimmen in % |
| ----------------- | ---------------- | ---------- | ----------------- |
| Bernhard Schemmer | 53,9             | CDU        | 49,3              |
| Marc Jaziorski    | 26,0             | SPD        | 24,9              |
| Norbert Vogelpohl | 10,1             | GRÜNE      | 11,0              |
| Henning Höne      | 5,7              | FDP        | 7,6               |
| Rolf Neumann      | 3,0              | LINKE      | 3,2               |
| Sara Kaute        | 1,2              | Tierschutz | 0,7               |
| Hubert Töllers    | 0,2              | SG-NRW     | -                 |
| –                 | –                | Übrige     | 3,3               |

## Landtagswahl 2005
Wahlberechtigt zur Landtagswahl 2005 waren 107.464 Einwohner des Wahlkreises. Die Wahlbeteiligung lag bei 70,0 %.
| Direktkandidat       | Partei | Stimmen in % |
| -------------------- | ------ | ------------ |
| Marc Jaziorski       | SPD    | 24,8         |
| Bernhard Schemmer    | CDU    | 61,0         |
| Dietmar Senger       | FDP    | 5,9          |
| Norbert Vogelpohl    | GRÜNE  | 5,0          |
| Stefan Schulz        | REP    | 0,6          |
| Aziz Atalan          | PDS    | 0,5          |
| Christian Wohlgemuth | ödp    | 0,4          |
| Detlev Graf          | WASG   | 1,9          |

## Landtagswahl 2000
Wahlberechtigt waren 102.603 Einwohner. Die Wahlbeteiligung lag bei 62,2 %
| Direktkandidat       | Partei | Stimmen in % |
| -------------------- | ------ | ------------ |
| Bernhard Schemmer    | CDU    | 50,4         |
| Ilse Ridder-Melchers | SPD    | 30,5         |
| Martin Schmitz       | FDP    | 11,1         |
| Siegfried Martsch    | GRÜNE  | 6,4          |
| Übrige               | Übrige | 1,6          |